# SEP Congo
 (décembre 2024).
La société SEP CONGO (Services des Entreprises Pétrolières Congolaises) est la dénomination actuelle d’une société au modèle unique, créée au début du XXe siècle et plus que centenaire aujourd'hui.

## Mission
SEP Congo a pour mission d’assurer l’approvisionnement en produits pétroliers de l’ensemble du territoire de la République démocratique du Congo. Elle dédouane les produits pétroliers importés, les transfère vers des dépôts de stockage d’où ils sont acheminés par transport terrestre, fluvial, ferré et par pipeline vers l’usager final, pour le compte de ses actionnaires et partenaires. Ces missions relèvent à la fois de l’intérêt public et privé. 